# Punta de l'Argelagar
La Punta de l'Argelagar és una muntanya de 587 metres que es troba al municipi de Fulleda, a la comarca catalana de les Garrigues.